# ひまわり村
ひまわり村（ひまわりむら）は、石川県河北郡津幡町湖東の河北潟干拓地（かんたくち）に所在するヒマワリ群である。

## 概要
- 1995年に開村、ふるさとの水と土へのいつくしみ、農業への親しみを体験してもらうことを目的に毎年5月下旬に種まきをし、7月下旬から8月上旬にかけて、2.3haに35万本の「ハイブリッドサンフラワー」（ヒマワリの品種）が咲く、タネから絞ったひまわり油は津幡町の特産品となっている[1]。

## 歴史
- 1995年 - ひまわり村を開村、60aに種まき[2]。。
- 1996年 - 1.0haに拡大[2]
- 1997年 - 2.3haに拡大[2]

## 施設等
- 駐車場　60台（無料）
- ひまわり迷路
- 展望台

## アクセス
- 北陸自動車道金沢森本ICより北へ20分